# Keijiro Ogawa
Keijiro Ogawa (født 14. juli 1992) er en japansk fodboldspiller, som spiller for den japanske fodboldklub Vissel Kobe.